# Семёновский (Орловская область)
Семёновский — посёлок в Дмитровском районе Орловской области. Входит в состав Столбищенского сельского поселения.

## География
Расположен в 16 км к северо-востоку от Дмитровска на правом берегу пруда на реке Неруссы, напротив посёлка Красное Знамя. Высота населённого пункта над уровнем моря — 249 м.

## История
В 1926 году в посёлке было 21 хозяйство крестьянского типа, проживало 127 человек (60 мужского пола и 67 женского), действовала школа 1-й ступени. В то время Семёновский входил в состав Обратеевского сельсовета Волконской волости Дмитровского уезда Орловской губернии. Позже передан в Столбищенский сельсовет. С 1928 года в составе Дмитровского района. В 1937 году в посёлке было 25 дворов. 
Во время Великой Отечественной войны, с октября 1941 года по август 1943 года, находился в зоне немецко-фашистской оккупации (территория Локотского самоуправления). 22 февраля 1943 года бои в районе посёлка вёл 237-й стрелковый полк 69-й стрелковой дивизии 65-й армии, а 16 апреля — 236-й стрелковый полк 106-й стрелковой дивизии 70-й армии. Останки солдат, погибших в боях за освобождение Семёновского, после войны были перезахоронены в братской могиле села Столбище. 
По состоянию на 1945 год в посёлке действовал колхоз «Ленинский Путь». К 2014 году в Семёновском оставалось 2 двора, постоянное население отсутствовало.

## Население
| Годы      | 1926 | 1981 | 2002 | 2010 | 2014 |
| --------- | ---- | ---- | ---- | ---- | ---- |
| Население | 100  | 20   | 10   | ↘6   | 0    |